# Chaumont-Gistoux
Chaumont-Gistoux (valonă Tchåmont-Djistou) este o comună francofonă din regiunea Valonia din Belgia. Comuna este formată din localitățile Chaumont-Gistoux, Bonlez, Corroy-le-Grand, Dion-Valmont și Longueville. Suprafața totală este de 48,09 km². La 1 ianuarie 2008 comuna avea o populație totală de 11.155 locuitori. 
1. ↑  GeoNames, accesat în 18 noiembrie 2022